# Contro Simone
Contro Simone (nota anche come "Risposta a Simone") è un'orazione di Lisia.
Il discorso, il terzo nel moderno corpus lisiaco, riguarda un caso di "ferimento con premeditazione" o con l'intenzione di commettere omicidio. Questo delitto non fu discusso davanti a un tribunale ordinario, bensì dal consiglio dell'Areopago dove non solo le parti in causa, ma anche i testimoni, dovevano prestare un giuramento speciale chiamato diomosia. In questi procedimenti, c'era anche un'enfasi sulla citazione solo del materiale che era specificamente correlato al caso. Sebbene non sia del tutto chiaro come gli ateniesi distinguessero tra ferimento premeditato e semplice aggressione, gli studiosi hanno suggerito che il possesso di un'arma potrebbe essere stato un fattore determinante.

## Persone coinvolte

### Teodoto
Il conflitto in questo caso nasce da un interesse amoroso condiviso tra un imputato senza nome e il querelante, Simone. L'interesse amoroso è un giovane uomo di Platea di nome Teodoto (i rapporti pederastici non erano rari all'epoca, né socialmente inaccettabili: vedi Pederastia nell'antica Grecia), il cui status di cittadinanza non è chiaro. È possibile che facesse parte di una sottoclasse di uomini liberi, ma è anche possibile che fosse uno schiavo. La questione è importante per quanto riguarda un reclamo fatto da Simone che afferma di aver stipulato un contratto con il ragazzo. Come schiavo, Teodoto non sarebbe stato in grado di stipulare un accordo in modo indipendente. Tuttavia, non è possibile dimostrare che l'affermazione di Simone sia vera.

### L'oratore senza nome
L'oratore del caso, un uomo di mezza età che manteneva Lisia come suo scrittore di discorsi, rimane anonimo e non si sa nulla di lui a parte le informazioni che fornisce su se stesso durante il caso. Afferma che lui, così come i suoi antenati, hanno diligentemente servito Atene e hanno fornito grandi benefici e molti servizi pubblici, suggerendo che sono membri ricchi dell'élite politica della società. Questo, tuttavia, è un luogo comune e può essere un'esagerazione perché l'imputato si dipinge, durante il discorso, come troppo rispettabile e troppo vecchio per subire l'imbarazzo di rendere questi incidenti una questione pubblica, nonostante affermi che i torti sono stati commessi da entrambe le parti e erano, in definitiva, più colpa di Simone. Si può sostenere che se l'imputato si fosse sentito totalmente innocente, allora lui stesso avrebbe accusato Simone, specialmente se era una figura potente ad Atene.

### Simone, l'accusatore
Il querelante Simone, sebbene la sua versione della storia non sia ascoltata nel discorso, sembra essere un uomo di rango molto più basso nella società. L'imputato caratterizza Simone come un uomo con una famigerata reputazione di violenza e comportamento illegale. L'imputato risponde a una precedente affermazione, fatta da Simone, secondo la quale lui e Teodoto avevano un accordo tra loro. È stato affermato, da Simone, che deteneva i servizi sessuali del giovane di Platea per trecento dracme, accordo che l'imputato ha scandalosamente ignorato e ha proceduto a distogliere illegalmente il ragazzo da lui. Questa affermazione è tuttavia contestata perché si scopre che le proprietà di Simone valgono solo duecentocinquanta dracme, un valore che è inferiore al valore del suo contratto con Teodoto. Sarebbe stato quindi impossibile per Simone aver assunto Teodoto come suo amante per più soldi di quelli che effettivamente possedeva.